# Alice in Chains (album)
Alice in Chains is het derde studioalbum van Alice in Chains uit 1995. Het album is uitgegeven op 7 november 1995 en is het laatste studioalbum waarop zanger Layne Staley te horen is. De nummers Grind, Heaven Beside You en Again zijn als singles uitgegeven. Zowel Grind als Again waren genomineerd voor een Grammy Award voor Best Hard Rock Performance. Het album is wereldwijd meer dan drie miljoen keer verkocht.
Net als bij hun eerdere albums richten de nummers zich op zwaarmoedige onderwerpen zoals depressie, drugsgebruik, woede en de dood. De muziek op dit album is minder op riffs gebaseerd en heeft door het down-tuned gitaarwerk een sterke doom- en sludgemetal-sfeer.

## Nummers
| Nr. | Titel             | Duur |
| --- | ----------------- | ---- |
| 1.  | Grind             | 4:44 |
| 2.  | Brush Away        | 3:22 |
| 3.  | Sludge Factory    | 7:12 |
| 4.  | Heaven Beside You | 5:27 |
| 5.  | Head Creeps       | 6:28 |
| 6.  | Again             | 4:05 |
| 7.  | Shame in You      | 5:35 |
| 8.  | God Am            | 4:08 |
| 9.  | So Close          | 2:45 |
| 10. | Nothin' Song      | 5:40 |
| 11. | Frogs             | 8:18 |
| 12. | Over Now          | 7:03 |